# Championnat soviétique de Formule 1 1963
Navigation
1960 1964
Le championnat soviétique de Formule 1 1963 est la seconde édition du championnat soviétique de Formule 1. Organisé de nouveau après deux années de championnat Formule Junior, il est marqué par l’arrivée du nouveau moteur Moskvich-407. Le russe Yuri Chvirov remporte son premier titre au terme de la saison.

## Règlement sportif
- Après deux années de championnat formule Junior, l’URSS organise un second championnat de formule 1.
- Le mode d’attribution des points de cette saison est le suivant : 8-6-5-4-3-2-1-0,5 plus 1 point pour le meilleur tour. En cas d'égalité pour le meilleur tour, chaque pilote reçoit 1 point.

## Principaux engagés
Liste partielle des écuries et pilotes ayant couru dans le championnat soviétique de Formule 1 1963. L’information disponible sur internet ne permet pas, au 25 octobre 2013, de connaître l’intégralité du plateau et des résultats de l’année 1963.
| Écurie         | Constructeur | Châssis     | Moteur             | Pneus              | Pilotes           | Courses |
| -------------- | ------------ | ----------- | ------------------ | ------------------ | ----------------- | ------- |
| DOSAAF         | KVN          | KVN-1300G   | Moskvich-407 1.4 L |                    | Yuri Bugrov       | 1-2     |
| DOSAAF         | KVN          | KVN-1300G   | Moskvich-407 1.4 L | Jacob Vartpatrikov | 2                 |         |
| DOSAAF         | ASK          | ASK         | Moskvich-407 1.4 L |                    | Boris Sukhishvili | 1       |
| Travail        | Moskvich     | Moskvich-G4 | Moskvich-407 1.4 L |                    | Yuri Chvirov      | 1-2     |
| Travail        | Moskvich     | Moskvich-G3 | Moskvich-407 1.4 L |                    | Evgeni Veretov    | 1-2     |
| Spartak        | KVN          | KVN-1300G   | Moskvich-407 1.4 L |                    | Anatoli Sebeikin  | 1       |
| Kalev          | Estonia      | Estonia-1   | Moskvich-407 1.4 L |                    | Ants Promet       | 1-2     |
| Bannière Rouge | ASK          | ASK         | Moskvich-407 1.4 L |                    | Dmitri Bannikov   | 1       |
| ?              | ?            | ?           | ?                  |                    | ?                 | 2       |
| ?              | ?            | ?           | ?                  |                    | ?                 | 2       |

## Résumé du championnat soviétique 1963
2 voitures font figure de favorite lors de ce championnat :
- KVN aligne la KVN-1300G motorisée par un moteur Moskvich-407 de 1 357 cm³.

- Le constructeur Moskvich choisit d’aligner sa nouvelle Moskvich-G4 mue par son nouveau moteur Moskvich-407 de 1 357 cm³.

Les deux courses de la saison sont remportées par les Moskvich, les KVN-1300G complétant les podiums.
Avec une victoire et une seconde place, le russe Yuri Chvirov remporte son unique titre de champion soviétique de Formule 1 sur la seule Moskvich-G4 engagée. Il devance au championnat son compatriote Evgeni Veretov sur Moskvich-G3.

## Grands Prix de la saison 1963
Ce second championnat soviétique compte deux épreuves au calendrier.
- Katsergiene
- Borovaya

## Classement des pilotes
| Classement | Pilote             | Total | LIT  | BEL  |
| ---------- | ------------------ | ----- | ---- | ---- |
| Champion   | Yuri Chvirov       | 16    | 1er  | 2e   |
| 2          | Evgeni Veretov     | 12    | 4e   | 1er  |
| 3          | Yuri Bugrov        | 11    | 2e   | 3e   |
| 4          | Anatoli Sebeikin   | 5     | 3e   | -    |
| 5          | Boris Sukhishvili  | 3     | 5e   | -    |
| 6          | ?                  | 2     | 6e   | -    |
| 7          | ?                  | 1     | 7e   | -    |
| 8          | Dmitri Bannikov    | 0,5   | 8e   | -    |
| 9          | Ants Promet        | 0     | Abd. | Abd. |
| 10         | Jacob Vartpatrikov | 0     | -    | Abd. |

## Sources
- (ru) ussr-autosport.ru
- (en) Soviet Formula 1 Championship - Team DAN
- (lv)